# Ivar Liljekvist
Karl Ivar Liljekvist, född 8 augusti 1895 i Sollentuna församling, död 28 juli 1972 i Katarina församling, var en svensk motorcykelförare. Han var under senare hälften av 1920-talet framgångsrik sidvagnsförare på Harley-Davidson.
Liljekvist, som var verksam som köpman i Stockholm, vann bland annat nordiska mästerskapet i backe, sidvagnsklassen, 1925 och 1926, båda gångerna med nytt rekord, Novembertävlingen 1926 och 1927, Majtävlingen 1926 samt Shellkannan 1928. Han är gravsatt på Sandsborgskyrkogården i Stockholm.